# Toti dal Monte
Toti dal Monte, właśc. Antonietta Meneghel (ur. 27 czerwca 1893 w Mogliano Veneto, zm. 26 stycznia 1975 w Pieve di Soligo) – włoska śpiewaczka operowa (sopran), uwielbiana zwłaszcza przez dyrygenta Arturo Toscaniniego.

## Życie osobiste
Dal Monte była żoną tenora Enzo de Muro Lomanto. Ceremonia ślubu, która odbyła się w 1928 w Sydney, była szeroko komentowana w ówczesnej prasie światowej. Stało się to za sprawą faszystowskiego gestu, jaki wznieśli zebrani weselnicy na schodach Katedry Najświętszej Maryi Panny.